# 월요일 공휴일 법
월요일 공휴일 법은 미국에서 몇몇 공휴일을 월요일로 옮긴 법률이다. 1968년 통과되어 1971년에 시행했다.

## 이동 대상
- 콜럼버스의 날(10월 12일에서 10월의 두 번째 월요일로 이동)
- 메모리얼 데이(5월 30일에서 5월의 마지막 월요일로 이동)
- 재향군인의 날(11월 11일에서 10월의 네 번째 월요일로 이동, 그러나 1978년에 원래 날짜로 되돌아갔다.)
- 워싱턴 탄생일(2월 22일에서 2월의 세 번째 월요일로 이동)

## 같이 보기
- 해피 먼데이 제도